# Thyra Montell
Thyra Montell, född 13 juli 1884 i Finström, död 22 december 1970, var en finländsk gymnastikdirektör.
Montell, som var dotter till disponent Elias Montell och Aline Westenius, utexaminerades från Kungliga Gymnastiska Centralinstitutet i Stockholm 1911 och avlade pedagogexamen 1927. Hon var lärare i gymnastik och hälsolära vid Viborgs finska samskola 1906–1914, Privata svenska flickskolan i Helsingfors 1914–1936, Svenska fruntimmersskolan 1914–1919, i bland annat gymnastik vid Helsingfors universitets gymnastikinrättning 1919–1952. 
Montell representerade Helsingfors universitet vid Lingiaden i Stockholm 1949. Hon var lärare vid sjuksköterskeföreningens elevskola 1916–1922 och vid Ebeneserhemmet 1919–1922. Hon var ordförande i Finlands gymnastiklärarförening 1918–1930, Svenska Kvinnoförbundets gymnastikklubb 1915–1945 och Nordiska förbundets för kvinnogymnastik Finlandsavdelning 1926–1946. Hon var styrelsemedlem i Finlands svenska kvinnogymnastikförbund 1917–1956, hedersledamot 1956.